# 1Q84
1Q84 (いちきゅうはちよん, Ichi-kyū-hachi-yon) est le douzième roman de l'écrivain japonais Haruki Murakami, paru en trois tomes en 2009 et 2010 au Japon. Il s'est rapidement imposé comme best-seller, le premier tirage étant épuisé le jour même de sa mise sur le marché, un million d'exemplaires étant finalement vendus en un mois. Les premier et deuxième tomes sont sortis en France le 25 août 2011 chez Belfond et le troisième a paru le 1er mars 2012.

## Titre
Le titre est clairement une référence au roman 1984  de George Orwell, car au Japon, on prononce « Q » à l'anglaise « kjuː » et le « 9 », lui, se prononce « kyū », d'où la même lecture, au Japon, de 1984 et de 1Q84. Cette référence à Orwell est confirmée par le contenu du livre : l'action se passe en 1984 ; une des deux protagonistes, Aomamé, expérimente cette année-là une réalité déformée qu'elle nomme elle-même 1Q84 ; plus loin dans le livre, plusieurs personnages constatent indépendamment l'un de l'autre qu'ils se trouvent dans l'année où Orwell a placé son roman. Mais, à la différence du roman d'Orwell, l'intrusion d'un Big Brother unique est ici remplacée par celle de personnages surnaturels et maléfiques, les « Little People », qui font entendre leur « voix » par l'intermédiaire du gourou de la secte des « Précurseurs », et qui entrent dans la pensée des gens sans que ceux-ci en aient conscience.

## Contenu
La trame narrative raconte l'histoire par les points de vue d'Aomamé et Tengo. Dans les deux premiers livres, chaque chapitre est en alternance ce qui arrive à un des deux protagonistes. Dans le troisième tome on voit aussi l'histoire par le regard de Ushikawa.
- Aomamé (青豆), 30 ans, thérapeute et professeur d'arts martiaux, est fille de croyants de la secte des « témoins » (証人会） et a été élevée dans cette communauté jusqu'à l'âge de 11 ans, puis quitte le domicile parental, en désaccord avec leurs croyances. Aomamé est une jeune femme secrète et solitaire qui travaille aussi comme tueuse à gages pour des missions dont l'objectif est toujours d'éliminer des hommes qui ont commis des violences contre des femmes.
- Tengo Kawana (川奈 天吾), 29 ans, professeur de mathématiques, lecteur chez un éditeur, écrit mais n'a jamais encore réussi d'œuvre accomplie. Il est le fils d'un collecteur de la redevance pour la chaîne de télévision japonaise NHK[7]. Son éditeur, Komatsu, lui demande de réécrire en secret La Chrysalide de l'air, un manuscrit maladroit mais très original reçu d'une jeune fille de 17 ans, Fukaéri, pour le présenter au prix littéraire des jeunes auteurs.

Aomamé et Tengo se sont connus fugitivement à l'âge de dix ans alors qu'ils étaient élèves de la même classe. Bien qu'ils se soient perdus de vue, cet attachement, peut-être dû au fait que leurs parents les forçaient à les accompagner le dimanche lors de leurs démarches de porte-à-porte, les unit mystérieusement comme un philtre d'amour. Ils se rapprochent l'un de l'autre tout au long des trois volumes du récit, alors qu'ils se trouvent dans un monde décalé qu'Aomamé appelle « 1Q84 » (l'action se situe en 1984).

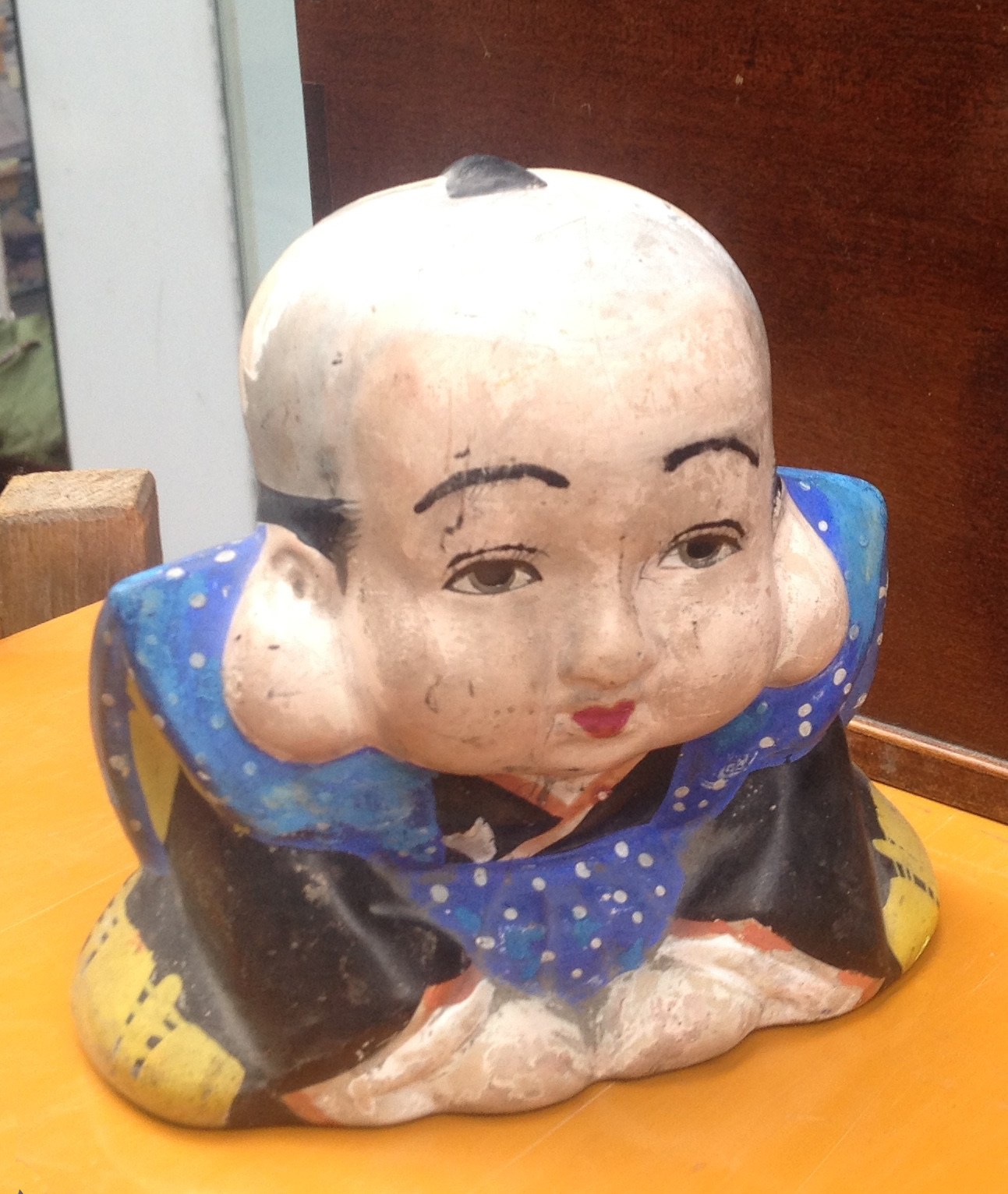
Statuette représentant un fukusuke, dont la tête difforme rappelle celle d'Ushikawa dans le roman (tome 3, ch. 13). Ces objets, censés porter chance, sont très populaires au Japon.

- Ushikawa (牛河), directeur de  l'« Association pour la promotion scientifique et artistique du nouveau Japon », une obscure fondation dont le mécène souhaite garder l'anonymat. C'est un personnage étrange et inquiétant. Il est handicapé par son physique ingrat et son énorme tête qui évoque un fukusuke[8], mais il bénéficie d'une intelligence et d'une intuition exceptionnelles.
- Komatsu (小松), 45 ans, éditeur.
- Fukaéri (ふかえり), Eriko Fukada. 17 ans. Rédactrice du manuscrit La Chrysalide de l'air.
- Le leader, Tamotsu Fukada. Chef d'un groupe religieux sectaire.
- La vieille dame (老婦人), Shizue Ogata. 70 ans. Avec sa fortune elle a mis en place une structure d'accueil pour femmes victimes de violences conjugales.
- Tamaru (タマル). 40 ans, homosexuel, garde du corps de Shizue Ogata.
- Le professeur Ebisuno (戎野隆之先生), ancien ethnologue réputé. Tuteur de Fukaéri.
- La petite amie mariée de Tengo, Kyoko Yasuda.
- Ayumi, policière amie d'Aomamé.

### Références musicales

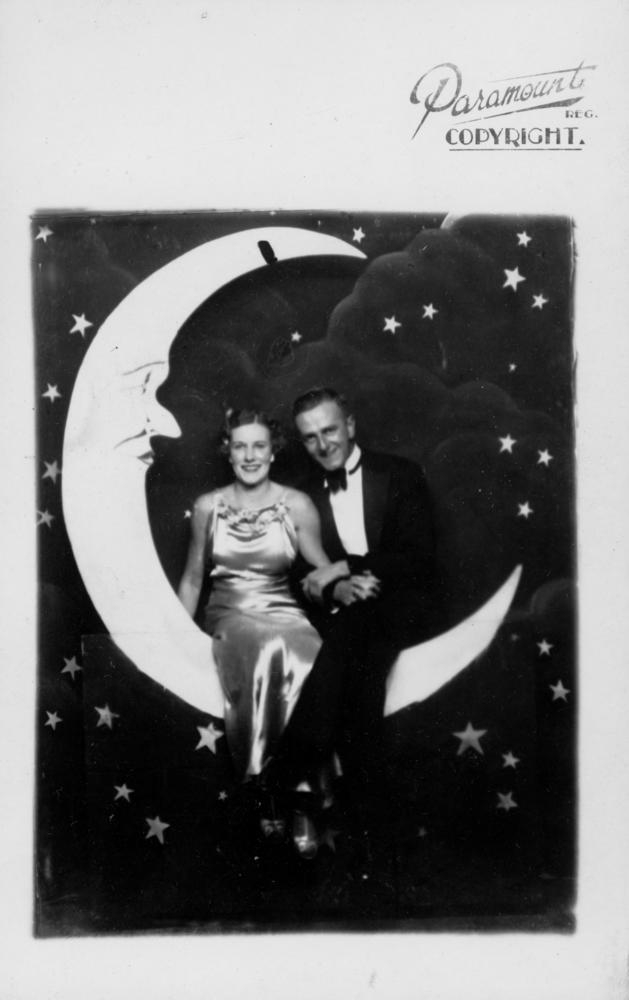
Couple posant sur un croissant de lune, évoquant la chanson d'amour citée en épigraphe du roman :